# Prix Olivar-Asselin
Pour un article plus général, voir Société Saint-Jean-Baptiste de Montréal.
Le prix Olivar-Asselin est un prix québécois créé en 1955 et décerné par la Société Saint-Jean-Baptiste de Montréal à un journaliste québécois qui s'est démarqué relativement à la défense du français au Québec. Il a été nommé en l'honneur d'Olivar Asselin, journaliste et patriote québécois. 

## Liste des lauréats
- Jean-Marie Morin (1955)
- Alfred Ayotte (1956)
- René Lévesque (1957)
- Pierre Vigeant (1958)
- René Lecavalier (1959)
- Omer Héroux (1960)
- Harry Bernard (1961)
- Germaine Bernier (1962)
- Émery Leblanc (1963)
- Vincent Prince (1964)
- Jean-Marc Léger (1965)
- Marcel Adam (1966)
- Lucien Langlois (1967)
- Roland Prévost (1968)
- Claude Lapointe (1969)
- Paul Sauriol (1971)
- Judith Jasmin (1972)
- Roland Berthiaume (1973)
- Lysiane Gagnon (1975)
- Evelyn Dumas (1976)
- Fernand Seguin (1977)
- Jean-V. Dufresne (1978)
- Pierre Nadeau (1979)
- Jean Paré (1980)
- Bernard Derome (1981)
- Marcel Pépin (1982)
- Guy Cormier (1983)
- Claude Beauchamp (1984)
- Gérald Leblanc (1985)
- Louis-Gilles Francoeur (1986)
- Andréanne Lafond (1987)
- Michel Roy (1990)
- Renée Rowan (1991)
- Gilles Lesage (1993)
- Laurent Laplante (1996)
- Normand Lester (2001)
- Christian Rioux (2010)
- Pierre Allard (2014)